# Campeonato de Francia de Rugby 15 1965-66
El Campeonato de Francia de Rugby 15 1965-66 fue la 67.ª edición del Campeonato francés de rugby.
El campeón del torneo fue el equipo de Agen quienes obtuvieron su quinto campeonato.

## Desarrollo

### Segunda Fase
| - Angoulême - Agen - Lyon OU - Périgueux - Quillan - AS Saint-Junien - Toulouse - Vienne - Auch - Bayonne - Brive - Lannemezan - USA Limoges - Condom - Romans - Vichy | - Grenoble - Lourdes - Montauban - Mont-de-Marsan - Toulouse Olympique EC - Castres - Mazamet - Cognac - Dax - Pau - La Rochelle - La Voulte - Chambéry - Perpignan - Saint-Claude - SBUC |

| - Graulhet - Narbonne - Paris Université Club - Toulon - Tyrosse - Saint-Sever - Montferrand - Cahors - Aurillac - Stade Beaumontois - Bègles - Béziers - Racing - Dijon - Le Creusot - Valence |